# Jhon Kennedy Hurtado
Jhon Kennedy Hurtado Valencia (Palmira, 16 mei 1984) is een Colombiaans voetballer.

## Clubcarrière
Hurtado begon zijn carrière bij Unión Magdalena en speelde daarna voor verschillende andere teams in Colombia en Venezuela. In 2008 kwam hij terecht bij het Colombiaanse Deportivo Cali waar hij samenspeelde met Fredy Montero, die later bij Seattle Sounders opnieuw teamgenoot van Hurtado zou worden. Hurtado had een stage bij het Italiaanse AC Milan waarin hij in een vriendschappelijke wedstrijd tegen Hannover 96 speelde. In 2009 werd hij uitgeleend aan het Amerikaanse Seattle Sounders waar hij in zevenentwintig gespeelde competitiewedstrijden een dusdanig goede indruk maakte dat Seattle hem op 16 februari 2010 definitief overnam van Cali. Op 15 februari 2014 werd hij samen met ploeggenoot Patrick Ianni naar Chicago Fire gestuurd inruil voor Jalil Anibaba. Daar maakte hij op 9 maart 2014 tegen Chivas USA zijn debuut. Op 22 augustus 2014 vertrok hij naar Chivas USA. Bij Chivas sloot hij het seizoen af met zes gespeelde competitiewedstrijden. Het seizoen in 2014 was het laatste seizoen voor voetbalclub Chivas USA (de voetbalclub werd opgeheven), waarna Hurtado zonder club kwam te zitten.